# Futbolista del año en Yugoslavia
El premio al Futbolista yugoslavo del año era un premio anual que se otorgaba al mejor futbolista de la República Federal Socialista de Yugoslavia. El galardón lo organizó el periódico croata Večernji list en 1972 y se celebró de forma anual hasta 1990, cuando estalló la Guerra de Yugoslavia. Velimir Zajec y Dragan Stojković fueron los únicos que repitieron premio y, con dos títulos cada uno, fueron los más premiados.
Desde 1991 Večernji list continúa con el premio, pero lo ha reducido únicamente a futbolistas croatas.

## Palmarés
La siguiente es la lista de los ganadores del premio a lo largo de la historia. Entre paréntesis figuran los premios que tenía ese jugador en ese momento.
| Año    | Jugador (Premios)     | Club                 |
| ------ | --------------------- | -------------------- |
| 1972   | Dušan Bajević (1)     | Velež Mostar         |
| 1973   | Enver Marić (1)       | Velež Mostar         |
| 1974   | Josip Katalinski (1)  | Željezničar Sarajevo |
| 1975   | Ivan Buljan (1)       | Hajduk Split         |
| 1976   | Ivica Šurjak (1)      | Hajduk Split         |
| 1977   | Dražen Mužinić (1)    | Hajduk Split         |
| 1978 † | Vilson Džoni (1)      | Dinamo Zagreb        |
| 1978 † | Nenad Stojković (1)   | Partizan             |
| 1979 † | Safet Sušić (1)       | FK Sarajevo          |
| 1979 † | Velimir Zajec (1)     | Dinamo Zagreb        |
| 1980   | Vladimir Petrović (1) | Estrella Roja        |
| 1981   | Zlatko Vujović (1)    | Hajduk Split         |
| 1982   | Ivan Gudelj (1)       | Hajduk Split         |
| 1983   | Zoran Simović (1)     | Hajduk Split         |
| 1984   | Velimir Zajec (2)     | Panathinaikos        |
| 1985   | Blaž Slišković (1)    | Hajduk Split         |
| 1986   | Semir Tuce (1)        | Velež Mostar         |
| 1987   | Marko Mlinarić (1)    | Dinamo Zagreb        |
| 1988   | Dragan Stojković (1)  | Estrella Roja        |
| 1989   | Dragan Stojković (2)  | Estrella Roja        |
| 1990   | Robert Prosinečki (1) | Estrella Roja        |